# Torredembarra
Torredembarra, llamada normalmente La Torre por sus habitantes, es un municipio y localidad española de la provincia de Tarragona, en la comunidad autónoma de Cataluña. Perteneciente a la comarca del Tarragonés, cuenta con una población de 17 984 habitantes (INE 2024). Forma parte de la Costa Dorada.

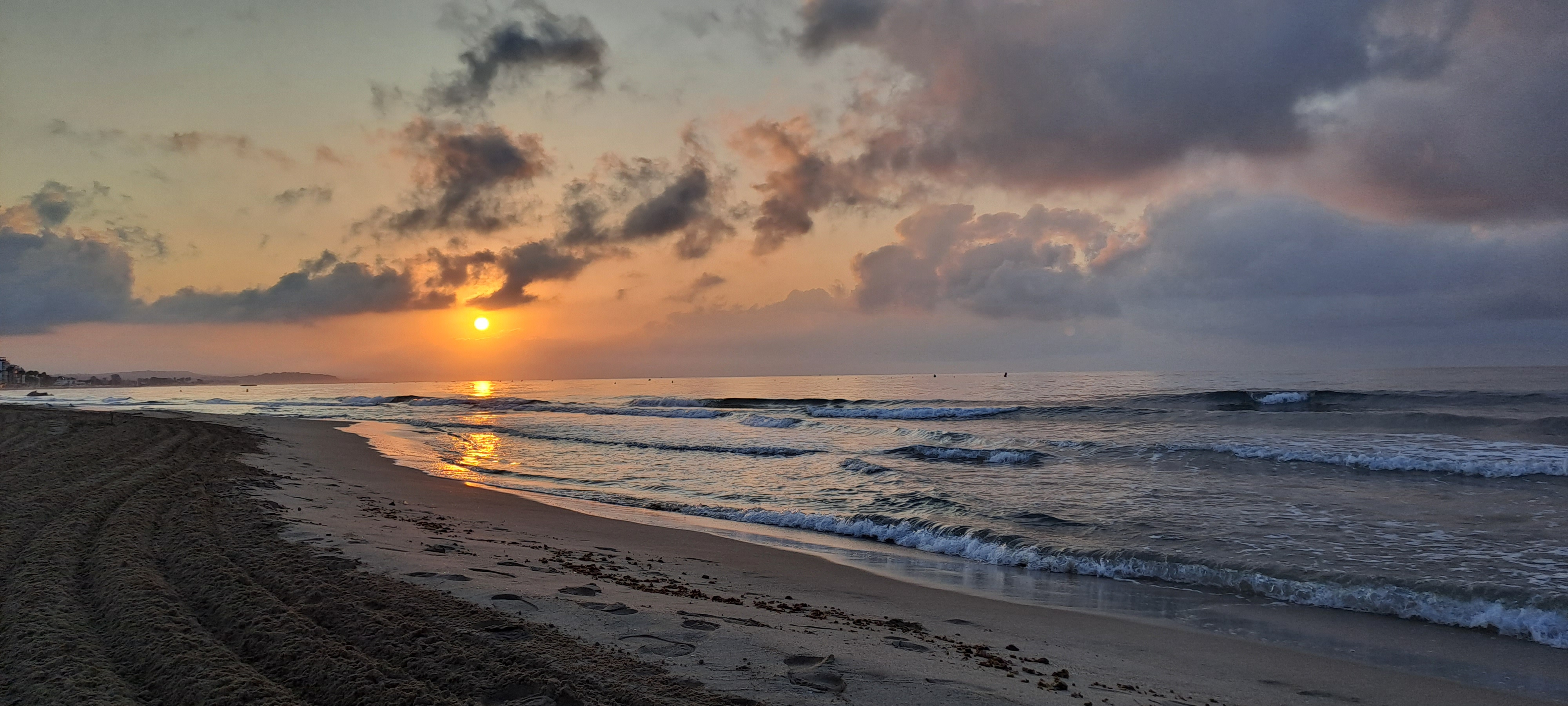
Amanecer en la playa de torredembarra

## Geografía
Integrado en la comarca del Tarragonés, se sitúa a 15 km de la capital provincial. El término municipal está atravesado por la Autopista del Mediterráneo (AP-7) y por la carretera nacional N-340, entre los pK 1176 y 1179, además de por la carretera provincial T-214, que conecta con Altafulla y La Riera, y por una carretera local que se dirige hacia Puebla de Montornés. 
El relieve del municipio está definido por el litoral de la Costa Dorada entre Creixell y Altafulla y por la llanura prelitoral adyacente. La altitud oscila entre los 70 m al norte y el nivel del mar. El pueblo se alza a 17 m sobre el nivel del mar.
| Noroeste: Altafulla | Norte: Puebla de Montornés | Noreste: Puebla de Montornés      |
| Oeste: Altafulla    |                            | Este: Creixell y Mar Mediterráneo |
| Suroeste: Altafulla | Sur: Mar Mediterráneo      | Sureste: Mar Mediterráneo         |

Podemos diferenciar la población por su uso y naturaleza en siete sectores:
- El primer sector correspondería al núcleo urbano principal.
- El segundo sector corresponde a la zona residencial de Els Munts.
- El tercer sector corresponde al núcleo urbano de Clarà y Babilonia.
- El cuarto sector corresponde a la zona costera de Baix a Mar o Marina de Torredembarra.
- El quinto sector corresponde a la zona del polígono industrial.
- El sexto sector corresponde a la zona protegida por su valor ecológico de Els Muntanyans.
- El séptimo sector corresponde a la residencial de (Urbanización de Sant Jordi) y donde también está ubicada la zona deportiva.

### Clima
El clima de Torredembarra es bastante caluroso en verano, húmedo y templado en invierno (la temperatura media del mes más frío, enero, es de aproximadamente 10 °C). Es un clima propio del litoral Mediterráneo. Las precipitaciones se reparten principalmente en primavera, finales del verano y en el otoño. Cuando son de carácter torrencial son breves e intensas, con la inundación de las zonas próximas a la playa, donde se encuentra el humedal conocido como "Els Muntanyans". La nieve en invierno es extremadamente infrecuente, si bien algunos años hace acto de presencia de forma puntual y desaparece rápidamente.

### Flora y fauna
El árbol más extendido de Torredembarra y alrededores es seguramente el algarrobo. El clima seco de la zona favorece la proliferación de cactus y plantas crasas como el aloe vera, la pita, el higo chumbo, etc. El pino también cubre una gran parte del terreno. Otras especies presentes en el territorio pero introducidas a causa de la agricultura son: el olivo y el almendro, unas de las plantaciones agrícolas más usadas, la vid y el avellano.
En cuanto a la fauna, destacan el conejo, la tórtola turca, la paloma torcaz, el mochuelo común, la abubilla (en verano) y el avefría (en invierno). En la zona protegida dels Muntanyans, en parte humedal y dunas, encontramos también, el chorlitejo chico el flamenco, la garza real, la garcilla bueyera, el ánade azulón y la lagartija de las dunas.

## Historia

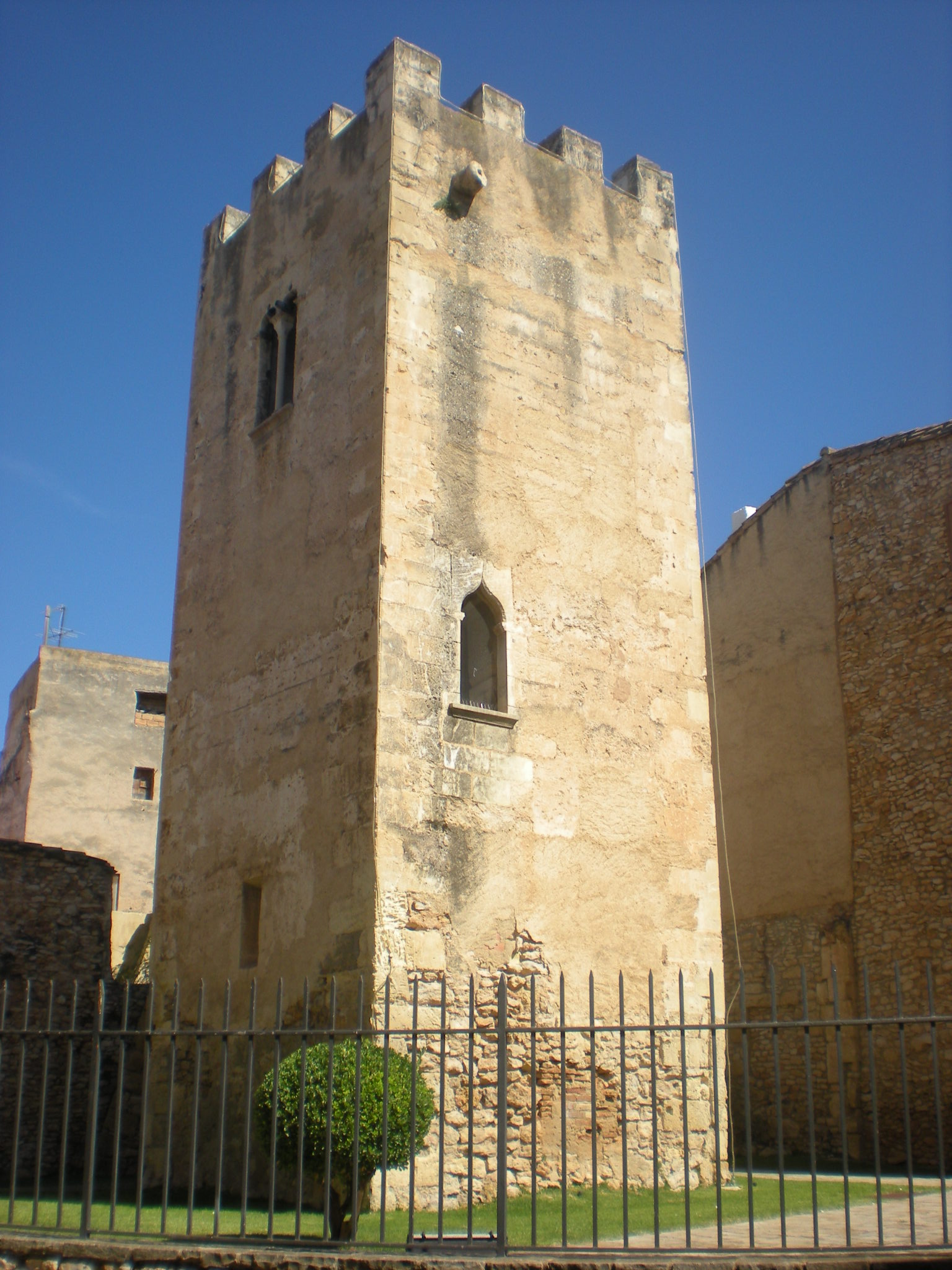
Torre de la Villa

Domina la población el antiguo castillo o palacio construido a principios del siglo XVII por los Icard, señores de la baronía de Torredembarra, que enlazaron en aquella época con los Queralt, condes de Santa Coloma. Los Icard habían adquirido el lugar a los Olzinelles a finales del siglo XVI. La iglesia parroquial está dedicada a San Pedro. Hay resto de las antiguas murallas y fortificaciones y de la primitiva torre construida por Ramón de la Torre en 1173 entre Altafulla y Clarà que fue lo que originó la población. En los Munts, en la vecina Altafulla, se excavó una notable villa romana.
La guerra de Sucesión: en el verano de 1713 se produce la batalla de Torredembarra, donde las tropas borbónicas terminan venciendo a las austracistas debido a la retirada de los catalanes, dejando solos a los soldados aragoneses en una clara minoría, que aún con todo resistieron valerosamente. Tras esta batalla los Tratados de Utrecht en 1713 darán por finalizado el conflicto con la victoria castellana y de Felipe V.

## Demografía
Cuenta con una población de 17 984 habitantes (INE 2024).
| Gráfica de evolución demográfica de Torredembarra entre 1842 y 2021                                                   |
| |
| Población de derecho según los censos de población del INE. Población de hecho según los censos de población del INE. |

## Urbanismo
En 2019Torredembarra contaba oficialmente con una población de 16 184 habitantes, aunque en verano llega a 60 000 habitantes. Esta disparidad estacional es debida al carácter eminentemente turístico del litoral catalán y en general de toda la costa mediterránea.
Domina la población el antiguo castillo o palacio (y actualmente ayuntamiento) construido a comienzos del siglo XVII por la familia de los Icard, señores de la baronía de Torredembarra. A su alrededor y como en tantos otros pueblos se encuentran la plaza del castillo, al cual se puede acceder por dos puertas de la antigua muralla que protegía la villa, la iglesia y en núcleo histórico del pueblo.
La población permaneció más o menos invariable hasta la llegada del turismo en la década de los sesenta del siglo XX lo que comportó un aumento significativo de construcciones nuevas en las afueras de la localidad, en urbanizaciones de tipo residencial (sobre todo segundas residencias de barceloneses) con gran presencia de torres y chalets y la aparición de los primeros cámpines y hoteles de la zona.

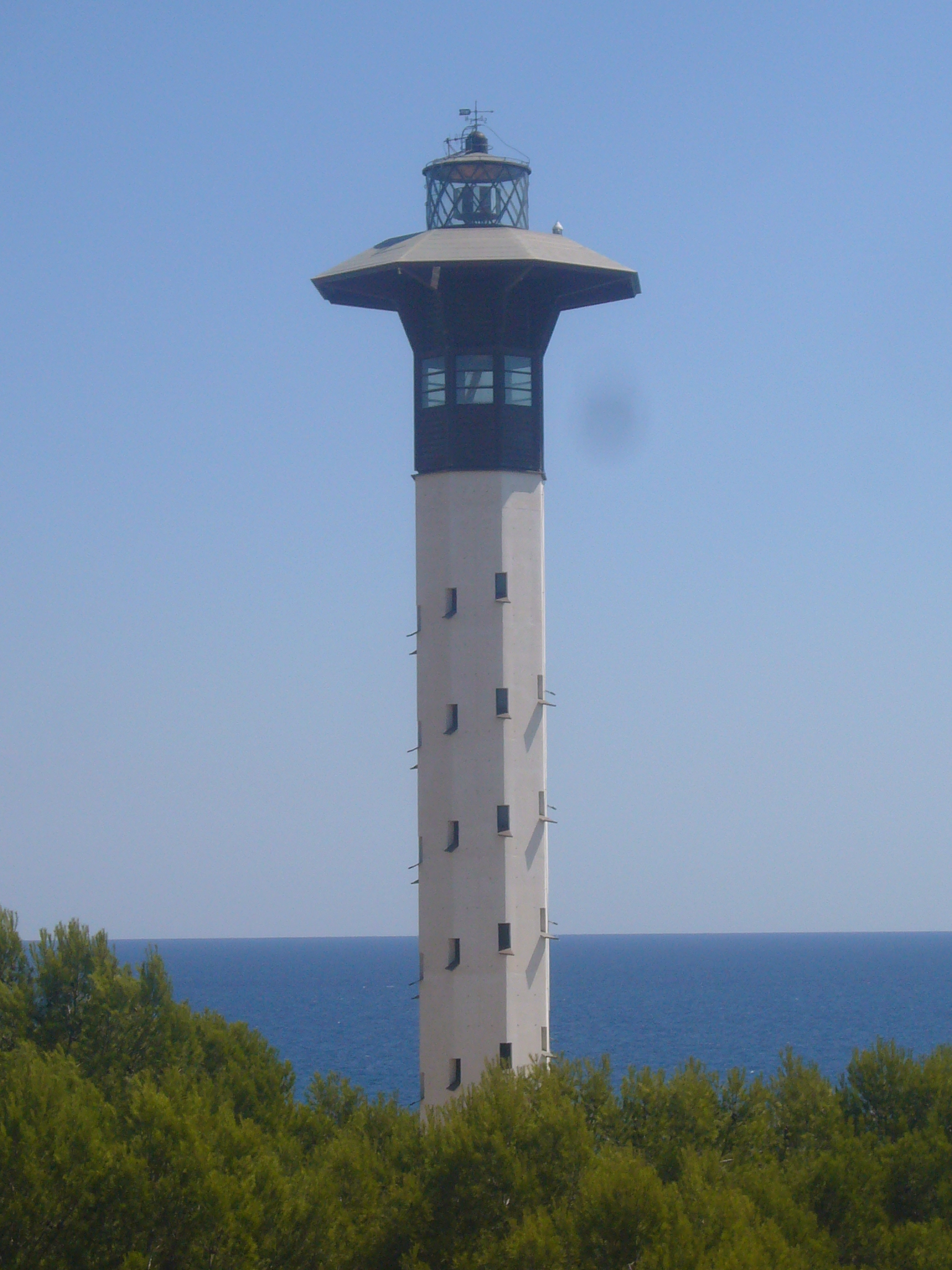
Faro de Torredembarra

Actualmente y debido a la política de crecimiento económico basado en la construcción masiva de segundas residencias durante las últimas décadas del siglo XX, este modelo fue replanteado para poder salvaguardar las escasas zonas verdes que quedaban así como las explotaciones agrícolas y ganaderas, mayoritariamente en el interior del municipio. La zona costera es quizás la más castigada por este modelo de desarrollo urbanístico que está siendo corregido, en la medida de lo posible.

## Monumentos y lugares de interés
- Castillo de Torredembarra, sede actual del ayuntamiento.
- Iglesia parroquial de San Pedro Apóstol.
- La Torre de la villa.
- La Villa del Moro.
- Calle de Antoni Roig.
- "Cal Checo".
- El faro, el último instalado en territorio español.
- Playa del Barrio Marítimo: Su extensión es de 820 metros por 60 metros de ancho. El nivel medio de ocupación es alto. Playa urbana con paseo marítimo, galardonada con bandera azul, principalmente compuesta por arena dorada. El estado habitual de la mar es aguas tranquilas. Playa con acceso a personas con discapacidad.
- Playa "dels Muntanyans": Su extensión es de 4100 metros por 100 metros de ancho. El nivel medio de ocupación es medio. Playa protegida, aislada sin paseo marítimo, galardonada con bandera azul, principalmente compuesta por arena dorada. El estado habitual de la mar es aguas tranquilas. Playa de gran extensión que alberga un ecosistema dunar típico de costa con dunas semimóviles y lagunas de agua salada, por lo que está incluida en el Plan de Espacios de Interés Natural.
- Playa de la "Paella" Su extensión es de 780 metros por 80 metros de ancho. El nivel medio de ocupación es alto. Playa urbana con paseo marítimo, galardonada con bandera azul, principalmente compuesta por arena dorada. El estado habitual de la mar es aguas tranquilas. Playa con acceso a personas con discapacidad.